# Nello Levy
Nello Levy, né Lionello Levy le 26 janvier 1921 à Viareggio et mort le 7 novembre 1992 à Villeneuve-Saint-Georges, est un peintre et céramiste italien. Il a laissé une empreinte significative dans le domaine artistique.

## Jeunesse et formation
Nello Levy naît à Viareggio, où sa famille s'est installée. Il grandit en Italie, en Espagne, en France et en Tunisie. En 1935, il s'établit en Italie, suivant ainsi les traces de son père Moses. Passionné par le dessin et la peinture, il se forme auprès de son père qui devient son modèle et son premier mentor.

## Carrière artistique
Influencé par le postimpressionnisme, Nello Levy se concentre sur la représentation de paysages marins, de chantiers navals et de vues de barques. Son style évolue vers le mouvement fauviste dans les années 1940, avec une géométrisation des formes et une palette de couleurs plus riche. Pendant la Seconde Guerre mondiale, il découvre et explore l'art de la céramique, qu'il pratique tout au long de sa vie. Cette nouvelle voie créative lui permet d'expérimenter avec des émaux et des vernis pour créer des œuvres lumineuses et colorées, notamment en utilisant la couleur verte.
Nello Levy expose régulièrement ses créations à partir de 1945, combinant son travail de peintre et de céramiste. Il rejoint également l'École de Tunis, où son père joue un rôle important. Durant sa carrière, il réalise diverses commandes et projets, dont des panneaux de céramique pour le lycée de Carthage en 1952 et une décoration pour le palais présidentiel de Skanès en 1959. Il laisse une marque indélébile en décorant le célèbre Café de Paris à Tunis, lieu de rencontre privilégié des artistes de l'École de Tunis.

## Héritage et reconnaissance
Après la crise de Bizerte, Nello Levy décide de s'installer en France. Son style pictural évolue vers une représentation plus réaliste, maîtrisant les espaces et les formes abstraites, symboliques et géométriques.